# Vlag van Velsen

vlag van de gemeente Velsen

De vlag van Velsen is op 28 januari 1958 vastgesteld als de gemeentelijke vlag van de Noord-Hollandse gemeente Velsen. De beschrijving luidt:
Twee horizontale banen van gelijke afmetingen, de bovenste blauw en de onderste geel van kleur (overeenkomstig de in het wapen der gemeente voorkomende kleuren van lazuur en goud), in de bovenste waarvan aan de zijde van de standaard in goud (geel) een “Agnus Dei” is aangebracht.
De vlag bestaat uit twee horizontale banen in de kleuren blauw en geel. Linksboven is de afbeelding uit het gemeentewapen afgebeeld. De kleuren zijn afkomstig uit het gemeentewapen.

### Verwante afbeeldingen

Wapen van Velsen
Vlag van Oekraïne

Aalsmeer · Alkmaar · Amstelveen · Amsterdam · Bergen · Beverwijk · Blaricum · Bloemendaal · Castricum · Den Helder · Diemen · Dijk en Waard · Drechterland · Edam-Volendam · Enkhuizen · Gooise Meren · Haarlem · Haarlemmermeer · Heemskerk · Heemstede · Heiloo · Hilversum · Hollands Kroon · Hoorn · Huizen · Koggenland · Landsmeer · Laren · Medemblik · Oostzaan · Opmeer · Ouder-Amstel · Purmerend · Schagen · Stede Broec · Texel · Uitgeest · Uithoorn · Velsen · Waterland · Wijdemeren · Wormerland · Zaanstad · Zandvoort